# Tomahawk (PortAventura Park)
Pour les articles homonymes, voir Tomahawk.
Tomahawk est un parcours de montagnes russes junior en bois du parc PortAventura Park, situé à Salou, en Espagne.
En 2016 de nouveaux trains timberliner sont installés pour améliorer le confort ainsi que le débit de l'attraction. Ces nouveaux trains ont été fournis par le biais de Great Coasters International.

## Description
Tomahawk est une version junior des montagnes russes en bois. Elles croisent le parcours des montagnes russes racing Stampida, ce qui fait trois parcours de montagnes russes en bois qui se croisent.